# Johannes Lehmann-Hohenberg
Johannes Lehmann-Hohenberg inizialmente Johannes Lehmann (Königsberg, 11 aprile 1851 – Weimar, 12 aprile 1925) fu un geologo tedesco, professore ordinario di mineralogia e geologia a Kiel dal 1886 al 1903, che fondò la Kieler Neuesten Nachrichten (oggi Kieler Nachrichten) nel 1894. Nel 1904 dicenne redattore della rivista Rechtshort a Weimar. Da scienziato naturalista politicamente piuttosto disinteressato si trasformò in un riformatore culturale e giuridico völkisch.

## Biografia

### Famiglia ed educazione
Dopo aver studiato scienze naturali a Bonn (1871–1874), Lehmann entrò a far parte del Geognostische Landesuntersuchung Sachsens (Lipsia) come geologo di sezione e vi lavorò dal 1874 al 1879.
Nel 1877 sposò Anna Cäcilie Leo, figlia di un ricchissimo proprietario di una filanda di Arnsdorf. Dal matrimonio nacquero sei figli: Albrecht, Walther, Erich, Irmgard, Ortrud ed Elsbeth (che sposò il pittore Fidus). La ricchezza della moglie permise a Lehmann di acquistare una casa a Kiel- Düsternbrook dietro la chiesa di San Paolo, denominata “Haus Hohenberg”, che fu sontuosamente ristrutturata dall'architetto Heinrich Moldenschardt e decorata, tra l'altro, con sculture in legno dell'artista di Flensburgo Heinrich Sauermann. Per distinguersi dai numerosi omonimi, Lehmann si fece chiamare Lehmann-Hohenberg.
Nel 1879 tornò temporaneamente a Bonn per motivi professionali, dove nel 1880 conseguendo la laurea in fisica con lode con la tesi dal titolo Untersuchungen über die Entstehung der altkrystallinischen Schiefergesteine mit besonderer Bezugnahme auf das Sächsische Granulitgebirge, Erzgebirge, Fichtelgebirge und Bairisch-Böhmische Grenzgebirge (Studi sulla formazione delle antiche rocce di ardesia cristallina con particolare riferimento ai monti granulati sassoni, all'Erzgebirge, al Fichtelgebirge e ai monti del confine bavarese-boemo). Nel 1884 fu nominato professore associato a Breslau e nel 1886 successe a Hugo Laspeyres alla cattedra di mineralogia a Kiel. Nel 1887 venne eletto membro della Leopoldina.

### Attività e lavoro di ricerca
La situazione didattica a Kiel era insoddisfacente, in quanto per anni era stato messo a disposizione per l'insegnamento solo un appartamento in affitto sulla Brunswiker Straße, mentre le collezioni erano imballate in scatole nel seminterrato dell'edificio universitario. I suoi predecessori avevano già espresso il desiderio, fino ad allora irrealizzato, della creazione di un istituto e di un museo separati. Lehmann, divenuto ricco grazie al suo matrimonio, donò all'università un terreno adatto e fece in modo che l'Institut am Schwanenweg fosse costruito secondo i suoi progetti e desideri, con spazi ampi e ben attrezzati. Un altro dono di Lehmann furono le colonne di granito e le scale in pietra nelle sale del museo. Completava l'arredamento una statua in marmo di Psiche alta un metro, realizzata da uno scultore della famiglia di artisti Cauer.
Il nuovo edificio fu completato nel 1891. Tuttavia, l'apertura ufficiale dell'Instituts und Museums für Mineralogie, Geologie und Paläontologie fu posticipata al 1896, poiché scoppiò un incendio nel laboratorio di falegnameria che produceva i mobili del museo.

### Lavoro sociale e di riforma sociale
Dopo diversi anni di lavoro accademico, l'interesse di Lehmann si spostò sempre più verso i problemi socio-politici.
Inizialmente sostenne gli sforzi di Moritz von Egidy per il rinnovamento religioso, contribuendo con fondi alla pubblicazione della rivista Einiges Christenthum (Cristianesimo Unito) e presto pubblicò i suoi saggi, come: Über die Verpflichtung der Naturwissenschaftler, an der Lösung der religiösen und sozialen Fragen mitzuarbeiten (Sull'obbligo degli scienziati naturali di collaborare alla soluzione di questioni religiose e sociali) e Universitätsreform! Einheitlicher Aufbau des gesamten Staats- und Gesellschaftslebens auf der Naturerkenntnis der Gegenwart (Riforma universitaria! Struttura unitaria dell'intero Stato e della vita sociale basata sulla conoscenza naturale del presente). Poiché la rivista raggiungeva solo un numero limitato di lettori, nel 1894 Lehmann fondò il quotidiano Kieler Neueste Nachrichten per continuare la sua opera di riforma. Tra i suoi redattori figurarono anche Wilhelm Schwaner e, più tardi, Adolf Damaschke. La conoscenza dell'avvocato Bleick Bleicken, che si batteva con forza per la riforma del sistema giuridico tedesco, spinse Lehmann a fondare nel 1895 la Deutscher Volks-Bund, che nel 1901 si trasformò nella Deutscher Rechts-Bund, e a pubblicare la rivista Volksanwalt.
Queste e altre attività non solo lo portarono a trascurare completamente i doveri legati alla cattedra, ma anche alla rovina finanziaria. Sua moglie, che seguiva con ansia questo sviluppo, disse una volta a Damaschke: “Le ore più felici della mia vita sono state quando vivevamo ancora con il nostro modesto stipendio e io e mio marito uscivamo e io raccoglievo le pietre nel mio grembiule, che poi lui esaminava”.

### Critica legale e giudiziaria
Nel 1902, la pubblicazione di Offenen Schreibens an S. Exzellenz, den Kanzler des Deutschen Reiches, Herrn Grafen von Bülow, betreffend die Unzulänglichkeit unseres Staatswesens (Lettera aperta a Sua Eccellenza il Cancelliere dell'Impero tedesco, Conte von Bülow, riguardante l'inadeguatezza del nostro sistema statale) portò all'avvio di un procedimento disciplinare, che si concluse con il licenziamento di Lehmann e la perdita del suo stipendio e del suo titolo a causa di “gravi offese pubbliche ad alti funzionari, vale a dire il Ministro della Guerra, il Ministro della Giustizia e gli avvocati del Reich tedesco”. Il Ministero di Stato confermò questa sentenza nel gennaio 1904 con l'attenuante che i tre quarti del suo stipendio sarebbero stati concessi a vita.
Nel 1904 Lehmann si trasferì a Weimar e continuò imperterrito la sua lotta con la sua nuova rivista Rechtshort.
Nel 1914 fu condannato a 12 mesi di prigione per “insulti ad avvocati ed esperti” in seguito alla pubblicazione di un altro pamphlet in cui descriveva un pubblico ministero come un “gewissenlosen Ehrabschneider”. Si sottrasse all'arresto viaggiando per la Germania in viaggi di studio e fu ricercato con un mandato di cattura. Nel 1917 fu riconosciuto da un poliziotto per strada a Stoccarda e dovette scontare 12 mesi di carcere.
Dopo il 1918, Lehmann ritenne di aver finalmente trovato nel völkisch Deutschsozialistische Partei il partito che avrebbe abolito il diritto romano. Nel 1920, le sue proposte di politica giuridica per un “nuovo diritto nazionale tedesco” che sostituisse il diritto romano furono adottate alla conferenza di partito di Lipsia del DSP. Secondo Albrecht Götz von Olenhusen, l'“oscura e settaria congerie di argomenti a favore di una riforma giuridica nazionale” di Lehmann può essere paragonata al massimo alla “dottrina giuridica razziale” di Helmut Nicolai o alle corrispondenti dichiarazioni di Alfred Rosenberg. Il riformatore settario e unico sostenitore di una riforma culturale e giuridica etnica tedesca combinava idee darwiniste sociali, anticattoliche, nazionaliste tedesche e antisemite.

## Posterità
La sua influenza culturale, che voleva il superamento del diritto romano per quello germanico, diede i fondamenti all'articolo 19 del Programma del Partito nazionalsocialista tedesco dei lavoratori.

## Opere
- Untersuchungen über die Entstehung der altkrystallinischen Schiefergesteine mit besonderer Bezugnahme auf das Sächsische Granulitgebirge, Erzgebirge, Fichtelgebirge und Bairisch-Böhmische Grenzgebirge. Bonn 1884.
- Bismarck's Erbe: Los von Rom, gut deutsch allewege! : ein Weckruf an das deutsche Volk zur Vollendung deutscher Reformation. 1899.
- Universitätsreform!, Einheitlicher Aufbau des gesamten Staats- und Gesellschaftslebens auf der Naturerkenntnis der Gegenwart. Leipzig 1900.
- Recht oder Gewalt? : auf dem Wege zur Korruption! : Berufung an das gesammte deutsche Volk gegen das auf Amtsentsetzung lautende Urtheil des obersten Königl. preussischen Disziplinargerichtshofes in Berlin vom 13. Dec. 1902. 1903
- Mein Kampf ums Recht durch meine Amtsentsetzung nicht beendet, vielmehr gefördert! 1904.
- Naturwissenschaft und Bibel. Beiträge zur Weiterbildung der Religion. Eine naturwissenschaftliche Antwort auf das Glaubensbekenntnis Kaiser Wilhelm II. Jena 1904
- Die Bedeutung der Mittelstandsbewegung und ihr Kulturziel: ein Vortrag mit Zusätzen. 1908.